# Championnat de Belgique de football de troisième division 1949-1950
Navigation
saison précédente saison suivante
Le Championnat de Belgique de football D3 1949-1950 est la  vingtième-et-unième édition du championnat de Promotion (D3) belge.

## Changement d'appellation
Durant l'intersaison, Nielse Sportkring (matricule 415) change son appellation et devient Nielse Sportvereniging (matricule 415).

## Participants 1949-1950
64 clubs prennent part à cette compétition, soit le même nombre que lors du championnat précédent. Les clubs dont le matricule est indiqué en gras existent encore lors de la saison 2012-2013.

### Localisations Série A
| \| Rupel SK Nielse SK Terhagen Izegem SK Roulers FC Roulers Courtrai Harelbeke Waregem Menin Mouscron Meulestede Gand Audenarde AS Renaix RC Tournai \| Localisation des clubs engagés en Promotion A 1949-1950 |
| Rupel SK Nielse SK Terhagen Izegem SK Roulers FC Roulers Courtrai Harelbeke Waregem Menin Mouscron Meulestede Gand Audenarde AS Renaix RC Tournai                                                               |

### Série A
| #  | Nom                                     | Mat. | Ville      | Stades           | En D3 depuis    | Total en D3 | Province        |
| -- | --------------------------------------- | ---- | ---------- | ---------------- | --------------- | ----------- | --------------- |
| 1  | Royal Racing Club Tournaisien           | 36   | Tournai    | Drève de Maire   | 1949-1950 (1re) | saisons     | Hainaut         |
| 2  | Sportkring Roulers                      | 134  | Roulers    | Schierveld       | 1949-1950 (1re) | saisons     | Fl. occidentale |
| 3  | Royal Racing Club de Gand               | 11   | Gand       | E. Hielstadion   | 1938-1939 (8e)  | saisons     | Fl. orientale   |
| 4  | Royale Association Sportive Renaisienne | 38   | Renaix     | avenue du 4 mars | 1948-1949 (2e)  | saisons     | Fl. orientale   |
| 5  | K. Sportclub Menen                      | 56   | Menin      | D. Devosstadion  | 1947-1948 (3e)  | saisons     | Fl. occidentale |
| 6  | Sportvereniging Oudenaarde              | 81   | Audenarde  | ??               | 1946-1947 (4e)  | saisons     | Fl. orientale   |
| 7  | Stade Kortrijk                          | 161  | Courtrai   | ??               | 1943-1944 (6e)  | saisons     | Fl. occidentale |
| 8  | Nielse Sportvereniging                  | 415  | Niel       | ??               | 1946-1947 (4e)  | saisons     | Anvers          |
| 9  | Football & Athletic Club Meulestede     | 432  | Meulestede | ??               | 1947-1948 (3e)  | saisons     | Fl. orientale   |
| 10 | Stade Mouscronnois                      | 508  | Mouscron   | ??               | 1945-1946 (5e)  | saisons     | Fl. occidentale |
| 11 | Football Club Izegem                    | 935  | Izegem     | ??               | 1945-1946 (5e)  | saisons     | Fl. occidentale |
| 12 | Racing Club Harelbeke                   | 1615 | Harelbeke  | Forestierstadion | 1947-1948 (3e)  | saisons     | Fl. occidentale |
| 13 | Voetbalclub Vlug en Vrij Terhagen       | 2645 | Terhagen   | ??               | 1947-1948 (3e)  | saisons     | Anvers          |
| 14 | Sportvereniging Waregem                 | 4451 | Harelbeke  | Gaverbeek        | 1948-1949 (2e)  | saisons     | Fl. occidentale |
| 15 | Royal Football Club Roulers             | 286  | Roulers    | Rodenbachstadion | 1949-1950 (1re) | saisons     | Fl. occidentale |
| 16 | Rupel Sportkring                        | 2138 | Boom       | ??               | 1949-1950 (1re) | saisons     | Anvers          |

### Série B
| #  | Nom                                           | Mat. | Ville              | Stades    | En D3 depuis    | Total en D3 | Province      |
| -- | --------------------------------------------- | ---- | ------------------ | --------- | --------------- | ----------- | ------------- |
| 1  | Koninklijke Atletische Vereniging Dendermonde | 57   | Termonde           | ??        | 1942-1943 (7e)  | saisons     | Fl. orientale |
| 2  | Voetbalvereniging Oude God Sport              | 68   | Mortsel            | ??        | 1947-1948 (3e)  | saisons     | Anvers        |
| 3  | Cercle Sportif Brainois                       | 75   | Braine-l’Alleud    | ??        | 1946-1947 (4e)  | saisons     | Brabant       |
| 4  | Royale Union Sportive Halloise                | 87   | Hal                | ??        | 1937-1938 (10e) | saisons     | Brabant       |
| 5  | Royale Association Athlétique Louviéroise     | 93   | La Louvière        | ??        | 1937-1938 (10e) | saisons     | Hainaut       |
| 6  | Bouchoutse Voetbalvereniging                  | 121  | Boechout           | ??        | 1948-1949 (2e)  | saisons     | Anvers        |
| 7  | Sporting Club Boussu                          | 167  | Boussu             | ??        | 1948-1949 (2e)  | saisons     | Hainaut       |
| 8  | Association Marchiennoise des Sports          | 278  | Marchienne-au-Pont | ??        | 1931-1932 (16e) | saisons     | Hainaut       |
| 9  | Sportkring Hoboken                            | 285  | Hoboken            | ??        | 1937-1938 (10e) | saisons     | Anvers        |
| 10 | Voetbalvereniging Edegem Sport                | 377  | Edegem             | ??        | 1947-1948 (3e)  | saisons     | Anvers        |
| 11 | Excelsior Athletic Club St-Niklaas            | 239  | St-Nicolas/Waas    | ??        | 1945-1946 (5e)  | saisons     | Fl. orientale |
| 12 | Football Club La Rhodienne                    | 1274 | Rhode-St-Genèse    | ??        | 1948-1949 (2e)  | saisons     | Brabant       |
| 13 | Ruisbroek Football Club                       | 362  | Ruisbroek          | ??        | 1949-1950 (1re) | saisons     | Brabant       |
| 14 | Football Club Houdinois                       | 704  | Houdeng-Gœgnies    | ??        | 1949-1950 (1re) | saisons     | Hainaut       |
| 15 | Entente Sportive Jamboise                     | 1579 | Jambes             | ??        | 1949-1950 (1re) | saison      | Namur         |
| 16 | Sportkring Beveren-Waas                       | 2300 | Beveren            | Freethiel | 1949-1950 (1re) | saison      | Fl. orientale |

### Localisations Série B
| \| Anvers: · VV Oude God Sport · SK Hoboken · VV Edegem Sport Anvers Bouchout Beveren St-Nicolas Termonde Ruisbroek Rhodienne U. Halloise Braine Marchienne FC Houdinois La Louv. Boussu ES Jamboise \| Localisation des clubs engagés en Promotion B 1949-1950 |
| Anvers: · VV Oude God Sport · SK Hoboken · VV Edegem Sport Anvers Bouchout Beveren St-Nicolas Termonde Ruisbroek Rhodienne U. Halloise Braine Marchienne FC Houdinois La Louv. Boussu ES Jamboise                                                               |

#### Localisation des clubs anversois
Les 3 clubs anversois de la « série B » sont:

(8) SK Hoboken
 (10) VV Edegem Sport
(11) VV Oude God Sport

### Série C
| #  | Nom                                              | Mat. | Ville      | Stades         | En D3 depuis    | Total en D3 | Province   |
| -- | ------------------------------------------------ | ---- | ---------- | -------------- | --------------- | ----------- | ---------- |
| 1  | Royal Cercle Sportif La Forestoise               | 51   | Forest     | stade communal | 1949-1950 (1re) | saison      | Brabant    |
| 2  | Royal Herve Football Club                        | 32   | Herve      | ??             | 1947-1948 (3e)  | saisons     | Liège      |
| 3  | Royal Fléron Football Club                       | 33   | Fléron     | ??             | 1948-1949 (2e)  | saisons     | Liège      |
| 4  | Royal Ixelles Sporting Club                      | 42   | Ixelles    | ??             | 1941-1942 (8e)  | saisons     | Brabant    |
| 5  | Cappellen Football Club Koninklijke Maatschappij | 43   | Kapellen   | ??             | 1947-1948 (3e)  | saisons     | Anvers     |
| 6  | Royal Vilvorde Football Club                     | 49   | Vilvorde   | ??             | 1947-1948 (3e)  | saisons     | Brabant    |
| 7  | Royal Club Sportif Schaerbeek                    | 55   | Schaerbeek | Parc Josaphat  | 1947-1948 (3e)  | saisons     | Brabant    |
| 8  | Koninklijke Tubantia Football Club               | 64   | Borgerhout | Rivierenhof    | 1948-1949 (2e)  | saisons     | Anvers     |
| 9  | Racing Football Club Montegnée                   | 77   | Montegnée  | ??             | 1938-1939 (9e)  | saisons     | Liège      |
| 10 | Willebroekse Sportvereniging                     | 85   | Willebroek | Henry Pickery  | 1936-1937 (11e) | saisons     | Anvers     |
| 11 | Football Club Jeunesse Sportive Athusienne       | 254  | Athus      | ??             | 1945-1946 (5e)  | saisons     | Luxembourg |
| 12 | Cercle Sportif Visétois                          | 369  | Visé       | ??             | 1948-1949 (2e)  | saisons     | Liège      |
| 13 | Royal Crossing Football Club Ganshoren           | 451  | Ganshoren  | ??             | 1942-1943 (7e)  | saisons     | Brabant    |
| 14 | Football Club Union Wandre                       | 74   | Wandre     | ??             | 1949-1950 (1re) | saison      | Liège      |
| 15 | Jeunesse Arlonaise                               | 143  | Arlon      | ??             | 1949-1950 (1re) | saisons     | Luxembourg |
| 16 | Football Club Germinal Ekeren                    | 3530 | Ekeren     | ??             | 1949-1950 (1re) | saison      | Anvers     |

### Localisations Série C
| \| Bruxelles: · R. Ixelles SC · R. CS La Forestoise · R. Crossing FC Ganshoren · CS Schaerbeek · Liège: · Racing FC Montegnée · + · FC Union Wandre · R. Fléron FC Cappellen Germinal Ekeren Tubantia Willebroek Bruxelles Vilvorde Liège Visé Herve J. Arlonaise FC JS Athus \| Localisation des clubs engagés en Promotion C 1949-1950 |
| Bruxelles: · R. Ixelles SC · R. CS La Forestoise · R. Crossing FC Ganshoren · CS Schaerbeek · Liège: · Racing FC Montegnée · + · FC Union Wandre · R. Fléron FC Cappellen Germinal Ekeren Tubantia Willebroek Bruxelles Vilvorde Liège Visé Herve J. Arlonaise FC JS Athus                                                               |

#### Localisations des clubs bruxellois
Les 4 cercles bruxellois de la série C sont 
 (3) R. Crossing FC Ganshoren
 (8) R. CS La Forestoise
 (12) CS Schaerbeek
 (??) R. Ixelles SC

### Série D
| #  | Nom                                                 | Mat. | Ville     | Stades          | En D3 depuis    | Total en D3 | Province |
| -- | --------------------------------------------------- | ---- | --------- | --------------- | --------------- | ----------- | -------- |
| 1  | Stade Waremmien Football Club                       | 190  | Waremme   | ??              | 1949-1950 (1re) | saisons     | Liège    |
| 2  | Patria Football Club Tongres                        | 71   | Tongres   | ??              | 1936-1937 (11e) | saisons     | Limbourg |
| 3  | Football Club Hannutois                             | 215  | Hannut    | ??              | 1948-1949 (2e)  | saisons     | Liège    |
| 4  | Daring Club Leuven                                  | 223  | Louvain   | ??              | 1943-1944 (3e)  | saisons     | Brabant  |
| 5  | Bilzerse Voetbalvereniging                          | 232  | Bilzen    | ??              | 1948-1949 (2e)  | saisons     | Limbourg |
| 6  | Aarschot Sport                                      | 441  | Aarschot  | ??              | 1945-1946 (5e)  | saisons     | Brabant  |
| 7  | Waterschei Sportvereniging Tot Herstel Onze Rechten | 553  | Genk      | stade A. Dumont | 1946-1947 (4e)  | saisons     | Limbourg |
| 8  | Ans Football Club                                   | 617  | Ans       | ??              | 1942-1943 (7e)  | saisons     | Liège    |
| 9  | Mol Sport                                           | 852  | Mol       | ??              | 1948-1949 (2e)  | saisons     | Anvers   |
| 10 | Football Club Verbroedering Arendonk                | 915  | Arendonk  | ??              | 1948-1949 (2e)  | saisons     | Anvers   |
| 11 | Football Club Nijlen                                | 1065 | Nijlen    | ??              | 1937-1938 (10e) | saisons     | Anvers   |
| 12 | Lommelse Sportkring                                 | 1986 | Lommel    | ??              | 1947-1948 (3e)  | saisons     | Limbourg |
| 13 | Everbeur Sport Averbode                             | 2030 | Averbode  | ??              | 1943-1944 (6e)  | saisons     | Brabant  |
| 14 | Football Club Helzold                               | 1488 | Zolder    | ??              | 1949-1950 (1re) | saison      | Limbourg |
| 15 | Union Sportive Montagnarde                          | 2869 | Montegnée | ??              | 1949-1950 (1re) | saison      | Liège    |
| 16 | Voorwaarts Tienen                                   | 3229 | Tirlemont | ??              | 1949-1950 (1re) | saison      | Brabant  |

### Localisations Série D
| \| Nijlen Arendonk Mol Sport Averbode Aarschot DC Louvain V. Tienen Lommel Helzold Waterschei Bilzerse Patria FC Ans US Montagnarde Waremme Hannut \| Localisation des clubs engagés en Promotion D 1949-1950 |
| Nijlen Arendonk Mol Sport Averbode Aarschot DC Louvain V. Tienen Lommel Helzold Waterschei Bilzerse Patria FC Ans US Montagnarde Waremme Hannut                                                               |

## Classements
- Le nom des clubs est celui employé à l'époque

Légende
- Champion & Promu en « Division 1 » (D2)
- clubs relégué vers les séries inférieures

Abréviations
 : club relégué de « Division 1 » (D2) depuis la saison précédente 
 : club promu depuis les séries inférieures
- Départages: Si nécessaire, les départages des égalités de points se font d'abord en donnant priorité « au plus petit nombre de défaites ».

### Promotion A
| Rang | Équipe             | Pts | J  | G  | N | P  | Bp | Bc | Diff |
| ---- | ------------------ | --- | -- | -- | - | -- | -- | -- | ---- |
| 1    | FC IZEGEM          | 42  | 30 | 18 | 6 | 6  | 76 | 37 | +39  |
| 2    | SV Oudenaarde      | 38  | 30 | 15 | 8 | 7  | 55 | 33 | +22  |
| 3    | R. RC de Gand      | 34  | 30 | 13 | 8 | 9  | 50 | 39 | +11  |
| 4    | VV V&V Terhagen    | 34  | 30 | 14 | 6 | 10 | 50 | 41 | +9   |
| 5    | R. FC Roulers      | 34  | 30 | 16 | 2 | 12 | 45 | 47 | -2   |
| 6    | RC Harelbeke       | 31  | 30 | 12 | 7 | 11 | 33 | 39 | -6   |
| 7    | Stade Kortrijk     | 31  | 30 | 13 | 5 | 12 | 44 | 53 | -9   |
| 8    | Rupel SK           | 30  | 30 | 12 | 6 | 12 | 56 | 45 | +11  |
| 9    | Stade Mouscronnois | 30  | 30 | 12 | 6 | 12 | 58 | 48 | +10  |
| 10   | SV Waregem         | 29  | 30 | 10 | 9 | 11 | 55 | 56 | -1   |
| 11   | R. RC Tournaisien  | 28  | 30 | 10 | 8 | 12 | 53 | 59 | -6   |
| 12   | Nielse SV          | 27  | 30 | 11 | 5 | 14 | 40 | 47 | -7   |
| 13   | K. SC Menen        | 26  | 30 | 10 | 6 | 14 | 36 | 45 | -9   |
| 14   | SK Roulers         | 25  | 30 | 8  | 9 | 13 | 41 | 55 | -14  |
| 15   | FAC Meulestede     | 24  | 30 | 9  | 6 | 15 | 56 | 62 | -6   |
| 16   | R. AS Renaisienne  | 17  | 30 | 6  | 5 | 19 | 42 | 84 | -42  |

### Promotion B
| Rang | Équipe                          | Pts | J  | G  | N  | P  | Bp | Bc | Diff |
| ---- | ------------------------------- | --- | -- | -- | -- | -- | -- | -- | ---- |
| 1    | K. AV DENDERMONDE               | 46  | 30 | 21 | 4  | 5  | 76 | 31 | +45  |
| 2    | R. Union Halloise               | 40  | 30 | 17 | 6  | 7  | 59 | 46 | +13  |
| 3    | R. AA La Louvière               | 36  | 30 | 14 | 8  | 8  | 52 | 35 | +17  |
| 4    | Beveren-Waas SK                 | 34  | 30 | 14 | 6  | 10 | 61 | 58 | +3   |
| 5    | Excelsior AC Sint-Niklaas       | 33  | 30 | 12 | 9  | 9  | 61 | 56 | +5   |
| 6    | SC Boussu-Bois                  | 32  | 30 | 12 | 8  | 10 | 46 | 39 | +7   |
| 7    | VV Edegem Sport                 | 32  | 30 | 12 | 8  | 10 | 43 | 45 | -2   |
| 8    | R. FC Houdinois                 | 28  | 30 | 11 | 6  | 13 | 50 | 58 | -8   |
| 9    | Boechoutse VV                   | 28  | 30 | 12 | 4  | 14 | 50 | 63 | -13  |
| 10   | R. CS Brainois                  | 27  | 30 | 9  | 9  | 12 | 57 | 61 | -4   |
| 11   | Hoboken SK                      | 27  | 30 | 10 | 7  | 13 | 42 | 36 | +6   |
| 12   | FC La Rhodienne                 | 26  | 30 | 8  | 10 | 12 | 37 | 45 | -8   |
| 13   | Entente Sportive Jamboise       | 26  | 30 | 9  | 8  | 13 | 49 | 57 | -8   |
| 14   | FC Ruisbroek                    | 26  | 30 | 11 | 4  | 15 | 44 | 55 | -11  |
| 15   | Assoc. Marchiennoise des Sports | 21  | 30 | 8  | 5  | 17 | 43 | 68 | -25  |
| 16   | VV Oude God Sport               | 18  | 30 | 7  | 4  | 19 | 51 | 68 | -17  |

### Promotion C
| Rang | Équipe                   | Pts | J  | G  | N  | P  | Bp | Bc | Diff |
| ---- | ------------------------ | --- | -- | -- | -- | -- | -- | -- | ---- |
| 1    | K. TUBANTIA FC           | 42  | 30 | 18 | 6  | 6  | 72 | 34 | +38  |
| 2    | R. CS La Forestoise      | 41  | 30 | 18 | 5  | 7  | 78 | 30 | +48  |
| 3    | R. Fléron FC             | 37  | 30 | 16 | 5  | 9  | 58 | 42 | +16  |
| 4    | R. CS Schaerbeek         | 37  | 21 | 17 | 3  | 1  | 65 | 31 | +34  |
| 5    | R. Herve FC              | 36  | 30 | 16 | 4  | 10 | 64 | 46 | +18  |
| 6    | Willebroekse SV          | 35  | 30 | 16 | 3  | 11 | 66 | 47 | +19  |
| 7    | Cappellen FC KM          | 33  | 30 | 11 | 11 | 8  | 56 | 43 | +13  |
| 8    | Racing FC Montegnée      | 33  | 30 | 14 | 5  | 11 | 57 | 60 | -3   |
| 9    | FC Germinal Ekeren       | 31  | 30 | 14 | 3  | 13 | 56 | 58 | -2   |
| 10   | R. Crossing FC Ganshoren | 29  | 30 | 12 | 5  | 13 | 54 | 68 | -14  |
| 11   | R. Ixelles SC            | 28  | 30 | 11 | 6  | 13 | 38 | 41 | -3   |
| 12   | R. Vilvorde FC           | 26  | 30 | 10 | 6  | 14 | 51 | 52 | -1   |
| 13   | FC Wandre-Union          | 23  | 30 | 9  | 5  | 16 | 41 | 74 | -33  |
| 14   | FC JS Athusienne         | 22  | 30 | 9  | 4  | 17 | 42 | 61 | -19  |
| 15   | Jeunesse Arlonaise       | 16  | 30 | 7  | 2  | 21 | 41 | 97 | -56  |
| 16   | R. CS Visétois           | 11  | 30 | 4  | 3  | 23 | 43 | 98 | -55  |

### Promotion D
| Rang | Équipe                    | Pts | J  | G  | N  | P  | Bp | Bc  | Diff |
| ---- | ------------------------- | --- | -- | -- | -- | -- | -- | --- | ---- |
| 1    | FC HELZOLD                | 52  | 30 | 23 | 6  | 1  | 73 | 17  | +56  |
| 2    | FC Nijlen                 | 47  | 30 | 21 | 5  | 4  | 79 | 37  | +42  |
| 3    | Daring Club Leuven        | 41  | 30 | 18 | 5  | 7  | 72 | 33  | +39  |
| 4    | Waterschei SV THOR        | 41  | 30 | 19 | 3  | 8  | 88 | 36  | +52  |
| 5    | Mol Sport                 | 32  | 30 | 11 | 10 | 9  | 39 | 36  | +3   |
| 6    | Everbeur Sport Averbode   | 32  | 30 | 14 | 4  | 12 | 59 | 62  | -3   |
| 7    | Aarschot Sport            | 30  | 30 | 12 | 6  | 12 | 56 | 61  | -5   |
| 8    | FC Verbroedering Arendonk | 29  | 30 | 11 | 7  | 12 | 72 | 64  | +8   |
| 9    | Stade Waremmien FC        | 28  | 30 | 12 | 4  | 14 | 61 | 53  | +8   |
| 10   | FC Hannutois              | 27  | 30 | 10 | 7  | 13 | 41 | 52  | -11  |
| 11   | Patria FC Tongeren        | 26  | 30 | 12 | 2  | 16 | 50 | 66  | -16  |
| 12   | Lommelse SK               | 24  | 30 | 10 | 4  | 16 | 52 | 62  | -10  |
| 13   | Ans FC                    | 23  | 30 | 8  | 7  | 15 | 37 | 58  | -21  |
| 14   | Bilzerse VV               | 20  | 30 | 8  | 4  | 18 | 54 | 79  | -25  |
| 15   | Voorwarts Tienen          | 17  | 30 | 4  | 9  | 17 | 37 | 71  | -34  |
| 16   | US Montagnarde            | 11  | 30 | 5  | 1  | 24 | 40 | 123 | -83  |

## Résumé de la saison
- Champion A: FC Izegem (1er titre en D3)
- Champion B: K. AV Dendermonde (2e titre en D3)
- Champion C: K. Tubantia FC (2e titre en D3)
- Champion D: FC Helzold (1er titre en D3)
- Quatorzième titre de D3 pour la Province d'Anvers
- Onzième titre de D3 pour la Province de Flandre occidentale
- Huitième titre de D3 pour la Province de Flandre orientale
- Dixième titre de "D3" pour la Province de Limbourg.

| Région flamande (34)            | Région flamande (34) | Province de Brabant (13)     | Province de Brabant (13) | Région wallonne (17)   | Région wallonne (17) |
| ------------------------------- | -------------------- | ---------------------------- | ------------------------ | ---------------------- | -------------------- |
| Province d'Anvers               | 14                   | Région de Bruxelles-Capitale | 4                        | Province de Hainaut    | 5                    |
| Province de Flandre-Occidentale | 8                    | Province du Brabant flamand  | 8                        | Province de Liège      | 9                    |
| Province de Flandre-Orientale   | 7                    | Province du Brabant wallon   | 1                        | Province de Luxembourg | 2                    |
| Province de Limbourg            | 5                    |                              |                          | Province de Namur      | 1                    |

1. ↑  Au niveau footballistique, la province de Brabant est toujours unitaire malgré sa partition territoriale en 1995.

- Mouscron est en Flandre occidentale jusqu'en 1963.

## Débuts en Division 3
Le R. CS La Forestoise qui n'a encore connu jusqu'à présent que les deux plus haut niveaux nationaux (5 saisons en « D1 » et 19 en « D2 ») dispute sa toute première saison au 3e étage de la pyramide du football belge. Le « matricule 51 » devient le 30e club différent de la Province de Brabant à jouer en « D3 », à égalité avec Voorwaarts Tienen (voir ci-après).
Jusqu'à sa disparition en 1996, Le La Forestoise ne dépasse plus jamais le niveau de la « Division 3 ».

## Débuts en séries nationales (et donc en Division 3)
Sept clubs font leurs débuts en séries nationales. Ils portent à 223 le nombre de clubs différents ayant pris part à au moins une saison du football national belge depuis 1895-1896.
- FC Germinal Ekeren (46e club de la Province d'Anvers) - 36e Anversois en D3 ;
- Voorwaarts Tienen (40e club de la Province de Brabant) - 30e Brabançon en D3 ;
- SK Beveren/Waas (19e club de la Province de Flandre orientale) - 17e Flandrien oriental en D3 ;
- Wandre Union, US Montagnarde (33e et 34e club de la Province de Liège) - 31e et 32e Liégeois en D3 ;
- FC Helzold (19e club de la Province de Limbourg) - 18e Limbourgeois en D3 ;
- Entente Sportive Jamboise (13e club de la Province de Namur) - 13e Namurois en D3

## Relégations du2eniveau
À la fin de cette saison, quatre équipes sont reléguées depuis la Division 1 (D2): Geel, Gosselies Sports, l'UR Namur  et Winterslag.

## Montées vers le2eniveau
Les quatre champions (Izegem, Dendermonde, Tubantia FC et Helzold) montent en Division 1 (D2).

## Relégations vers les séries inférieures
Douze clubs sont relégués vers les séries inférieures.
| Clubs                                |   | Provinces                       |
| ------------------------------------ | - | ------------------------------- |
| VV Oude God Sport                    | ⇒ | Province d'Anvers               |
| R. Ruisbroek FC, Voorwaarts Tienen   | ⇒ | Province de Brabant             |
| SK Roulers                           | ⇒ | Province de Flandre-Occidentale |
| FAC Meulestede, R. AS Renaisienne    | ⇒ | Province de Flandre-Orientale   |
| Association Marchiennoise des Sports | ⇒ | Province de Hainaut             |
| Bilzerse VV                          | ⇒ | Province de Liège               |
| CS Visétois, US Montagnarde          | ⇒ | Province de Limbourg            |
| Jeunesse Arlonaise, FC JS Athus      | ⇒ | Province de Luxembourg          |
|                                      | ⇒ | Province de Namur               |

## Montées depuis les séries inférieures
Douze clubs sont admis en « Promotion » depuis les séries inférieures en vue de la saison suivante:
| Provinces                       | Montant                       |
| ------------------------------- | ----------------------------- |
| Province d'Anvers               | Wezel Sport, K. RC Borgerhout |
| Province de Brabant             | CS St-Josse, R. CS Hallois    |
| Province de Flandre-Occidentale | Eendracht Wervik              |
| Province de Flandre-Orientale   | Geraardsbergen SK             |
| Province de Hainaut             | Léopold Club Hornu            |
| Province de Liège               | RC Vottem, Milmort FC         |
| Province de Limbourg            | Patro Eisden                  |
| Province de Luxembourg          | CS Libramontois               |
| Province de Namur               | Ham FC                        |